# 佛冈县
佛冈县是中华人民共和国广东省清远市下辖的县。位于广东中部，珠江三角洲边缘，与广州市从化区、韶关市新丰县、英德市和清远市清城区毗邻。总面积1302平方公里。縣人民政府駐石角镇振興北路。

## 历史
佛冈在两汉时分别属南海郡中宿县、桂阳郡浈阳县；南北朝时，佛冈的南部属浮护县、北部属浈阳县。隋唐时，属清远英德；明代时，属广州府；清代嘉庆十六年七月庚辰（1811年11月5日）析清遠縣部份地區和英德縣部份地區设佛冈厅，民国初期改县，中共建政后曾经先后归韶关、佛山、廣州, 清遠管辖。
地名由來：
佛崗縣的地名源自境內的佛崗村.（ 資料來源：百度百科 佛崗縣 )

## 气候
佛冈春季平均温度16℃；夏季平均温度26℃；秋季平均温度24℃；冬季平均温度22℃，平均年降雨量2200mm 平均相对湿度75%；无霜期322天，属南亚热带季风气候。

## 行政区划
佛冈县下辖6个镇：
石角镇、水头镇、汤塘镇、龙山镇、高岗镇和迳头镇。

## 人口
根據第七次全国人口普查結果，截至2020年11月1日零時全縣常住人口為315502人。全縣常住人口與2010年第六次全國人口普查的302782人相比，十年共增加12720人，增長4.20%，年平均增長率為0.41%。
港澳臺人士，華僑華裔概况：
根據二零零三年出版的< 佛崗縣志 >， 祖籍佛崗縣的港澳臺人士約七千八百人，祖籍佛崗縣的華僑華裔約二千人.

## 交通
- 106国道、 355国道
- 京港澳高速、 汕湛高速

## 語言

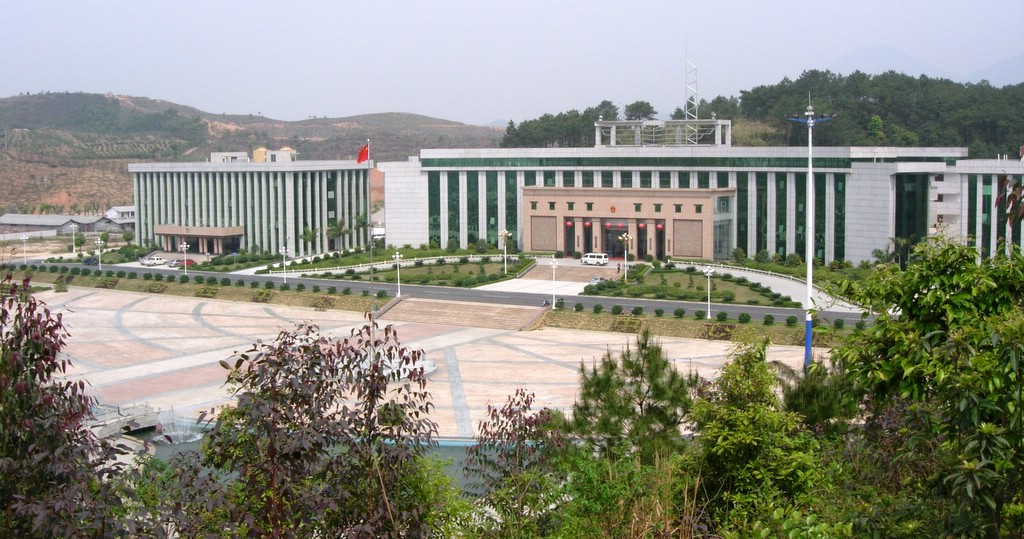
佛冈县政府大楼，佛冈县人民中心

佛冈县通行的地方语言是粤语及客家话。

## 经济
佛冈县石角镇振兴路是最繁华的商业中心，由政府投资8千万旧城改造、中轴线扩建而成，各大购物中心密集，振兴路北面是佛冈县政府所在地（佛冈县人民中心），人民中心广场前面绿地有大字：“人民向往中心，中心服务人民”。

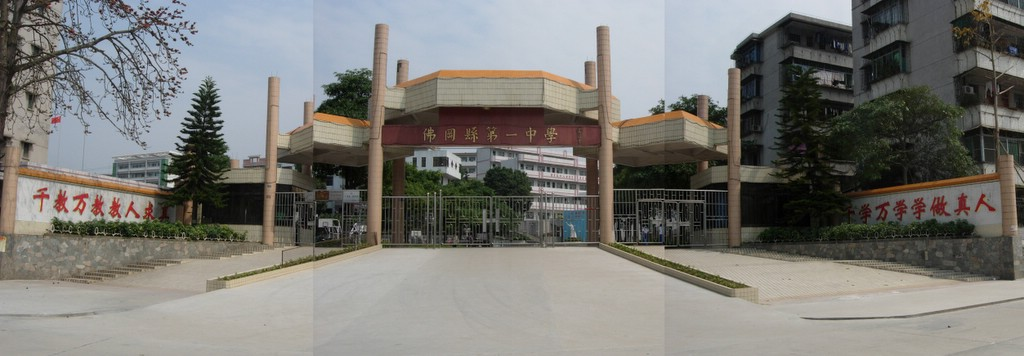
佛冈县第一中学大门

## 教育
- 佛冈中学
- 佛冈县第一中学

## 民俗

### 豆腐节
每年农历正月十三，佛冈县高岗镇社岗下村都要过豆腐节。

### 舞被狮
每年的农历正月十五、十六两天，佛冈县汤塘镇围镇村的妇女都有舞“被狮”的奇特风俗，世代相传。

## 旅游
- 省级自然保护区观音山，入口为龙潭山庄
- 王山寺旅游度假区

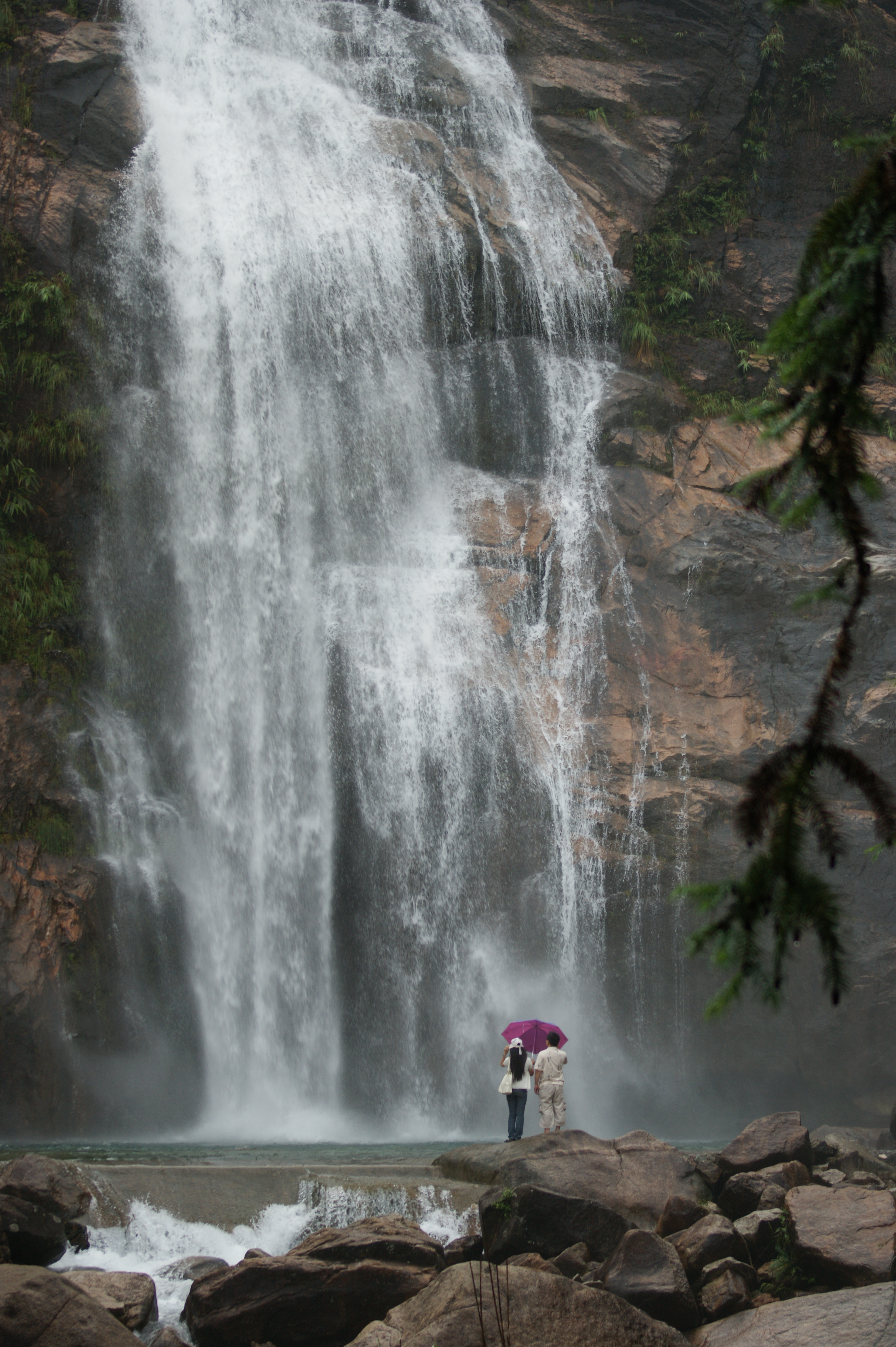
观音山龙潭山庄龙女瀑布

- 2006年11月26日，在2006广东国际旅游文化节暨泛珠三角旅游推介大会上，佛冈县龙山镇上岳村的“古民居”入选人文历史美最美乡村旅游示范区（点），并作为古村保护型被列入第二批省级村庄整治的试点。[5]
- 汤塘黄花湖温泉度假区：白云温泉山庄、颐和温泉度假山庄、樵春山庄
- 聚龙湾天然温泉度假村
- 金龟泉度假村
- 斑龙生态科技园
- 省级森林公园羊角山：由香港新信集团投资20亿元人民币兴建的广东清远“羊角山水度假森林”首期项目主题景区——“森波拉奇妙世界”2007年9月8日开始对外营业。

## 特产
竹山粉葛：中国地理标志产品。